# Zablaće (Istok)
Pour les articles homonymes, voir Zablaće.
Zabllaq en albanais et Zablaće en serbe latin (en serbe cyrillique : Заблаће) est une localité du Kosovo située dans la commune/municipalité d'Istog/Istok et dans le district de Pejë/Peć. Selon le recensement kosovar de 2011, elle compte 459 habitants, tous albanais.

## Démographie

### Évolution historique de la population dans la localité
| 1948 | 1953 | 1961 | 1971 | 1981 | 1991 | 2011 |
| ---- | ---- | ---- | ---- | ---- | ---- | ---- |
| 196  | 231  | 271  | 383  | 492  | 571  | 459  |

|  |